# Ulf Thiele

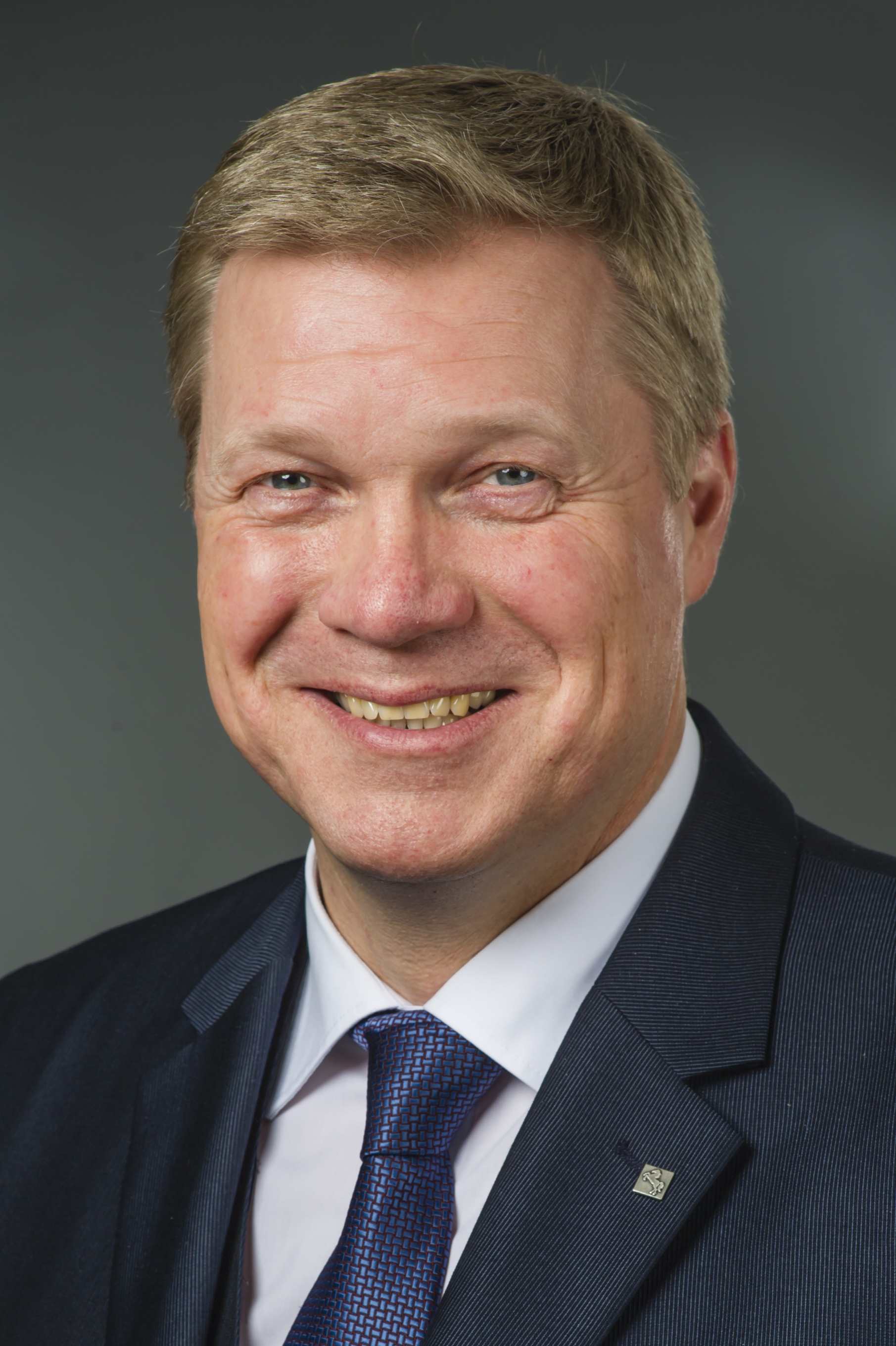
Ulf Thiele, 2018

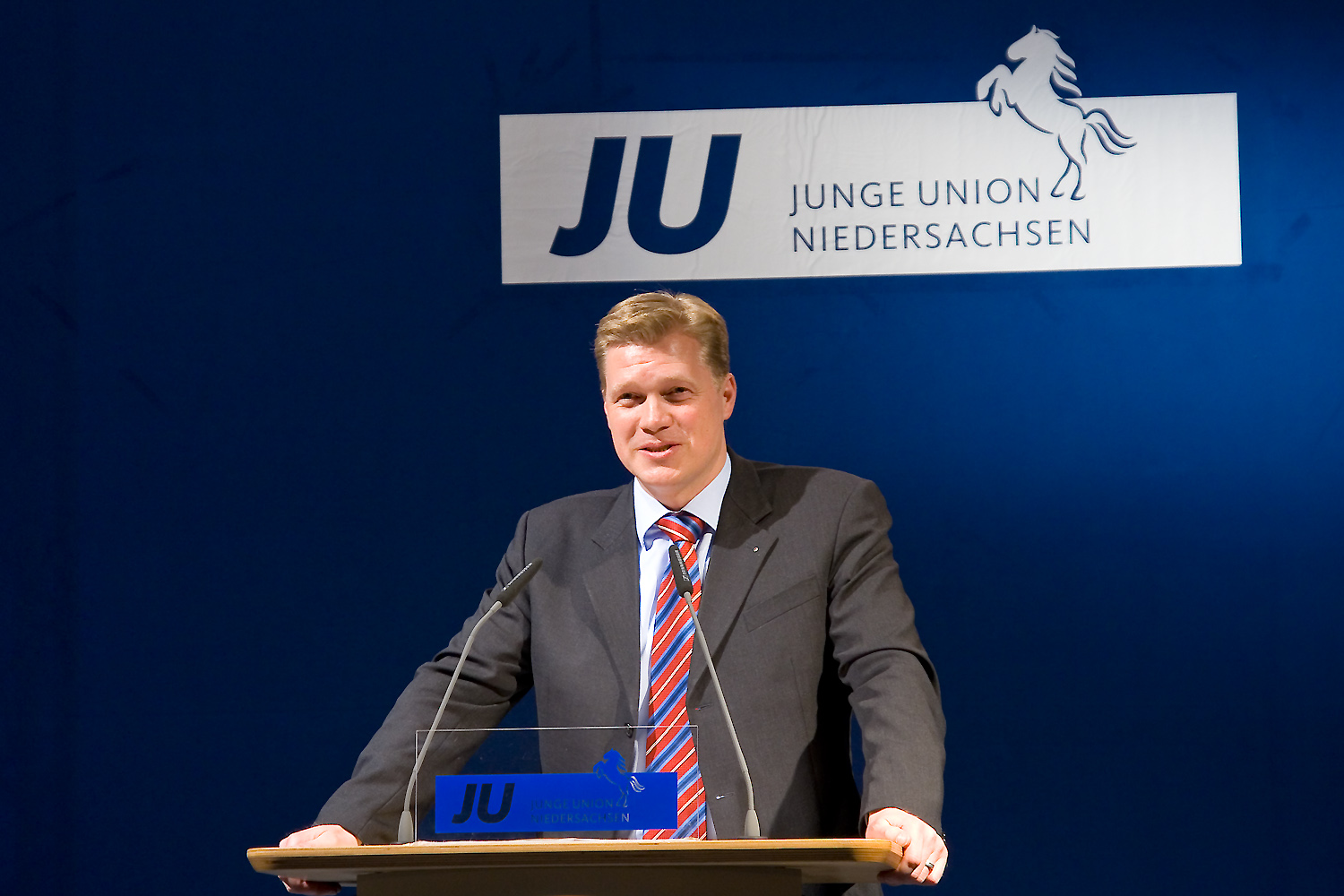
Ulf Thiele

Ulf Thiele (* 8. April 1971 in Leer in Ostfriesland) ist ein deutscher Politiker (CDU). Er ist seit März 2003 Mitglied des Niedersächsischen Landtages und seit November 2017 der stellvertretende Vorsitzende und finanzpolitische Sprecher der CDU-Landtagsfraktion.

## Leben
Nach dem Abitur und dem Wehrdienst absolvierte er eine Ausbildung als Verlagskaufmann. Anschließend studierte er Betriebswirtschaftslehre an der Universität Osnabrück.
1987 trat er der Jungen Union und 1991 der CDU bei. In der JU gehörte er mehrere Jahre dem Landesvorstand, zuletzt als stellvertretender Landesvorsitzender, an. Von 1998 bis 2021 war er Mitglied des Landesvorstandes der CDU in Niedersachsen. Von 2006 bis 2017 war er Generalsekretär der Landespartei. Seit Oktober 2020 ist er Bezirksvorsitzender der CDU Ostfriesland.
Thiele ist seit 1991 Kreistagsabgeordneter im Landkreis Leer und dort stellvertretender Vorsitzender der CDU-Fraktion.
Seit 2003 gehört er dem Niedersächsischen Landtag an. Er wurde jeweils im Wahlkreis Leer direkt gewählt. Seit 2017 ist er stellvertretender Vorsitzender der CDU-Landtagsfraktion mit Zuständigkeit für die Bereiche Finanzen sowie Bundes- und Europaangelegenheiten.
Ulf Thiele ist nach eigenem Bekunden gläubiger Christ und seit 2019 Mitglied der Landessynode der evangelisch-lutherischen Landeskirche Hannover und damit kraft Amtes auch Mitglied der Kirchenkreissynode Rhauderfehn und des Kirchenvorstandes der Kirchengemeinde Uplengen-Remels.
Er ist zudem Mitglied des Vorstandes der Bingo-Umweltstiftung Niedersachsen, Mitglied des Kuratoriums der Wattenmeerstiftung, Mitglied des Beirates der R+V-Versicherung, Mitglied der Vertreterversammlung der Raiffeisen-Volksbank eG Aurich und Vorsitzender des Fördervereins Schutzengel Huus der Diakoniestation Hesel-Jümme-Uplengen. Er ist Mitglied in zahlreichen Vereinen wie dem Schützenverein Uplengen e. V. von 1551, dem VfB Uplengen, dem Förderverein der Oberschule Uplengen und dem Förderverein der Kreis-Jugendfeuerwehr Leer.
Er spricht fließend ostfriesisches Platt und setzt sich für den Erhalt der Sprache ein.
Ulf Thiele hat zwei Söhne und ist seit 2018 in zweiter Ehe mit seiner Frau Olga verheiratet. Er lebt in Stallbrüggerfeld, Gemeinde Filsum.